# Willowtip Records

Willowtip Records es una disquera independiente la cual se especializa en el heavy metal. Sus oficinas se encuentran en Zelienople, Pensilvania.

## Historia
Willowtip Records fue fundada por Jason Tipton en el año 2000 junto con un compañero llamado Willosin, quien no estuvo mucho tiempo involucrado con la disquera. El nombre de la disquera surgió de la combinación de los apellidos de ambos fundadores. La disquera principalmente distribuye material de bandas de death metal y grindcore, más específicamente de aquellas bandas con una técnica compleja. El primer lanzamiento a través de Wilowtip fue el EP/Split entre Fate of Icarus y Creation Is Crucifixion. Tipton ha mencionado que se sintió orgulloso cuando el sello relanzó el álbum Onset of Putrefaction de la banda Necrophagist.
Willowtip también ha colaborado con Cephalic Carnage en el lanzamiento de un EP exclusivo de una canción titulado Halls of Amenti. Algunas de las bandas más populares del sello son Arsis, Ion Dissonance, Misery Index y Neuraxis. El catálogo incluye a bandas de diferentes países como Bélgica, Canadá, Alemania, Finlandia, Italia y Suecia.
A mediados del 2007, Willowtip firmó un acuerdo con el sello alemán Neurotic Records, para distribuir su material por los Estados Unidos. Actualmente, Willowtip también mantiene un contrato de distribución con Candlelight Records.

## Artistas
| - Afgrund - Alarum - Arsis - As Eden Burns - Capharnaum - Cephalic Carnage - Circle of Dead Children - Commit Suicide - Corpus Mortale - Creation Is Crucifixion - Crotchduster - Crowpath - Defeated Sanity - Defeatist - Dim Mak - Disavowed - Electro Quarterstaff - Fate of Icarus - Fleshgod Apocalypse | - Goatsblood - Gorod - Harakiri - Illogicist - Impaled - Infanticide - Ion Dissonance - Kalibas - Kill the Client - Leng Tch'e - Magrudergrind - Malignancy - Maruta - Misery Index - Necrophagist - Neuraxis - Odious Mortem - Phobia | - Prostitute Disfigurement - Psycroptic - Rotten Sound - Rune - Sadis Euphoria - Severed Savior - Sickening Horror - Spawn of Possession - Squash Bowels - Sulaco - Terminal Function - The Dying Light - The Year of Our Lord - Ulcerate - Upheaval - Visceral Bleeding - Vulgar Pigeons - Watchmaker - Wormed |